# Ghiacciaio Romolo
Il ghiacciaio Romolo (in inglese Romulus Glacier) è un ghiacciaio lungo circa 13 km e largo 3,7, situato sulla costa di Fallières, nella parte occidentale della Terra di Graham, in Antartide. Il ghiacciaio, il cui punto più alto si trova a circa 390 m s.l.m., fluisce verso ovest a partire dal versante settentrionale del monte Lupa, scorrendo fra i monti Blackwall, a nord, e il monte Black Thumb, a sud, fino a entrare nella baia di Rymill.

## Storia
La bocca del ghiacciaio Romolo è stato oggetto di una ricognizione nel 1936 durante la Spedizione britannica nella Terra di Graham, comandata di John Rymill, mentre l'intera formazione è stata mappata durante una spedizione del British Antarctic Survey, che all'epoca si chiamava ancora Falkland Islands and Dependencies Survey, nel periodo 1948-49. Sempre il FIDS battezzò il ghiacciaio in associazione con il monte Lupa e con il vicino ghiacciaio Remo e in onore di Romolo, protagonista della leggendaria fondazione di Roma.